# SYNCHRONIZED LOVE
「SYNCHRONIZED LOVE」（シンクロナイズド・ラブ）は、日本のシンガーソングライターであるジョー・リノイエの2枚目のシングル。1995年2月8日に東芝EMI / 東芝レコードから発売された。

## 制作
2010年まで実在した消費者金融の『武富士』CMソングとして制作され、1990年から2003年まで放映された。当初は、ワンフレーズしかなかったが、全国のダンスサークルやプロチームから、「フルバージョンが聴きたい」との要望が殺到したため、フルバージョンが制作され、1995年2月8日に東芝EMI / 東芝レコードから8cmCDとして発売された。
歌詞に社名などを一切入れず英語で通したため、視聴者から武富士に「あの曲は何だ」との問い合わせが殺到したという。ジョー・リノイエは、のちに「完全に予想外でした」と語っている。しかしながら、当初「自分の歌がBGMで流れるのが恥ずかしくて、早く打ち切ってほしい」と思っていたという。
なお、このCMの影響かDance Dance Revolutionシリーズの4thMixに収録されたリミックス版に付けられたバナーは青地にオレンジと白の文字という｢YenSHOP 武富士｣ロゴのパロディと言えるデザインとなっている。

## リバイバルヒット
1999年に、フジテレビで放映されたコント番組『笑う犬の冒険』のワンコーナーである「センターマン」のテーマとして当楽曲が使用され話題となった。これを受けて、2000年12月13日に、東芝EMI / Intercord JapanからMaxi Singleとして発売された。
2019年には、ISP『So-net』のウェブCMで、大阪府立登美丘高等学校のダンス部OGによるパフォーマンスを披露した。これを受けて、2019年12月25日に、ユニバーサルミュージック / Intercord Japanから「シンクロナイズド・ラブ+1」としてボーナストラックを追加して、タワーレコード限定で再発売された。

## 収録曲

### 1995年盤
| 全作詞・作曲・編曲: ジョー・リノイエ。 |                                     |                  |                  |      |
| #                                      | タイトル                            | 作詞             | 作曲・編曲       | 時間 |
| 1.                                     | 「SYNCHRONIZED LOVE」               | ジョー・リノイエ | ジョー・リノイエ | 4:55 |
| 2.                                     | 「GOT 2 GET UP!」                   | ジョー・リノイエ | ジョー・リノイエ | 6:00 |
| 3.                                     | 「SYNCHRONIZED LOVE」(Instrumental) | ジョー・リノイエ | ジョー・リノイエ | 4:52 |
| 合計時間:                              | 合計時間:                           | 15:47            |                  |      |

### 2000年盤
| 全作曲・編曲: Joe Rinoie。 |                                               |                                      |            |                      |      |
| #                          | タイトル                                      | 作詞                                 | 作曲・編曲 | ラップ               | 時間 |
| 1.                         | 「Synchronized Love J Rap Jam」               | Joe Rinoie 日本語詞: Hidemi Yamamoto | Joe Rinoie | Joe Rinoie           | 5:13 |
| 2.                         | 「Synchronized Love Millennium」              | Joe Rinoie                           | Joe Rinoie | Herb Hubel           | 5:12 |
| 3.                         | 「Synchronized Love - Soft Grind Mix」        | Joe Rinoie                           | Joe Rinoie | bavib DH, Y.Chuan Qi | 4:48 |
| 4.                         | 「Synchronized Love - '95 Original Version」  | Joe Rinoie                           | Joe Rinoie |                      | 4:50 |
| 5.                         | 「Synchronized Love J Rap Jam」(Instrumental) |                                      | Joe Rinoie |                      | 5:13 |
| 合計時間:                  | 合計時間:                                     | 合計時間:                            | 合計時間:  | 25:16                |      |

### 2019年盤
| 全作曲・編曲: Joe Rinoie。 |                                               |                                      |            |                      |      |
| #                          | タイトル                                      | 作詞                                 | 作曲・編曲 | ラップ               | 時間 |
| 1.                         | 「Synchronized Love J Rap Jam」               | Joe Rinoie 日本語詞: Hidemi Yamamoto | Joe Rinoie | Joe Rinoie           | 5:13 |
| 2.                         | 「Synchronized Love Millennium」              | Joe Rinoie                           | Joe Rinoie | Herb Hubel           | 5:12 |
| 3.                         | 「Synchronized Love - Soft Grind Mix」        | Joe Rinoie                           | Joe Rinoie | bavib DH, Y.Chuan Qi | 4:48 |
| 4.                         | 「Synchronized Love - '95 Original Version」  | Joe Rinoie                           | Joe Rinoie |                      | 4:50 |
| 5.                         | 「Synchronized Love J Rap Jam」(Instrumental) |                                      | Joe Rinoie |                      | 5:13 |
| 6.                         | 「Synchronized Love」(オリジナル・カラオケ)   |                                      | Joe Rinoie |                      | 4:52 |
| 合計時間:                  | 合計時間:                                     | 合計時間:                            | 合計時間:  | 30:08                |      |

## リリース履歴
| No. | 日付           | レーベル                                   | 規格        | 規格品番  | 最高順位 | 備考                                                                                              |
| --- | -------------- | ------------------------------------------ | ----------- | --------- | -------- | ------------------------------------------------------------------------------------------------- |
| 1   | 1995年2月8日   | 東芝EMI / 東芝レコード                     | 8cmCD       | TODT-3443 | -        |                                                                                                   |
| 2   | 2000年12月13日 | 東芝EMI / Intercord Japan                  | Maxi Single | TOCT-4266 | 41位     |                                                                                                   |
| 3   | 2019年12月25日 | ユニバーサルミュージック / Intercord Japan | Maxi Single | PROT-1268 | -        | 「シンクロナイズド・ラブ+1」として、ボーナストラックを追加されリリース。 タワーレコード限定発売。 |

## CMへの採用
- 武富士 - 1990年から2003年までのテレビCMで使用（1998年から2000年までは「Synchronized Love J Rap Jam」）。また2005年のウェブCMでは「SYNCHRONIZED LOVE CENTRAL」（CD未収録）が使用された[9]。
- So-net - 2019年のウェブCMで使用。
- 万代書店 - 武富士のパロディ。江頭2:50主演。